# James Bannatyne
James Bannatyne (Lower Hutt, 30 giugno 1975) è un ex calciatore neozelandese, di ruolo portiere.
Ai Mondiali 2010 era, assieme ad altri tre connazionali, tra i pochi calciatori dilettanti presenti alla competizione, in quanto svolgeva la professione di rappresentante.

## Statistiche

### Cronologia presenze e reti in nazionale
| Cronologia completa delle presenze e delle reti in nazionale ― Nuova Zelanda | Cronologia completa delle presenze e delle reti in nazionale ― Nuova Zelanda | Cronologia completa delle presenze e delle reti in nazionale ― Nuova Zelanda | Cronologia completa delle presenze e delle reti in nazionale ― Nuova Zelanda | Cronologia completa delle presenze e delle reti in nazionale ― Nuova Zelanda | Cronologia completa delle presenze e delle reti in nazionale ― Nuova Zelanda | Cronologia completa delle presenze e delle reti in nazionale ― Nuova Zelanda | Cronologia completa delle presenze e delle reti in nazionale ― Nuova Zelanda |
| Data                                                                         | Città                                                                        | In casa                                                                      | Risultato                                                                    | Ospiti                                                                       | Competizione                                                                 | Reti                                                                         | Note                                                                         |
| ---------------------------------------------------------------------------- | ---------------------------------------------------------------------------- | ---------------------------------------------------------------------------- | ---------------------------------------------------------------------------- | ---------------------------------------------------------------------------- | ---------------------------------------------------------------------------- | ---------------------------------------------------------------------------- | ---------------------------------------------------------------------------- |
| 8-6-2001                                                                     | Auckland                                                                     | Nuova Zelanda                                                                | 2 – 0                                                                        | Isole Cook                                                                   | Qual. Mondiali 2002                                                          | -                                                                            |                                                                              |
| 7-7-2002                                                                     | Auckland                                                                     | Nuova Zelanda                                                                | 9 – 1                                                                        | Papua Nuova Guinea                                                           | Coppa d'Oceania 2002 - 1º turno                                              | -1                                                                           |                                                                              |
| 14-7-2002                                                                    | Auckland                                                                     | Nuova Zelanda                                                                | 1 – 0                                                                        | Australia                                                                    | Coppa d'Oceania 2002 - Finale                                                | -                                                                            | 58’                                                                          |
| Totale                                                                       |                                                                              | Presenze                                                                     | 3                                                                            |                                                                              | Reti                                                                         | -1                                                                           |                                                                              |